# Écion
Écion (em grego clássico: Αετίων) foi um escultor grego de Anfípolis, mencionado por Calímaco e Teócrito, de quem aprendemos que a pedido de Nícias, um famoso médico de Mileto, executou uma estátua de Esculápio em madeira de cedro. Viveu por volta de meados do século III a.C.. Existiu um gravador que tinha o mesmo nome; mas quando ele viveu não se sabe.